# Quyền LGBT ở Triều Tiên
Người đồng tính nữ, đồng tính nam, song tính và chuyển giới (LGBT) ở Triều Tiên phải đối mặt với những khó khăn và thách thức pháp lý mà những người không thuộc LGBT không gặp phải. Đồng tính luyến ái và chuyển giới công khai không phải là bất hợp pháp ở Bắc Triều Tiên, nhưng là bất hợp pháp thông qua các đạo luật về tính lịch sự và tục tĩu; Theo trang web Smartraveller của chính phủ Úc, “Quan hệ đồng giới là hợp pháp, nhưng các nhà chức trách không thấy chúng được chấp nhận."

## Tính hợp pháp của quan hệ tình dục đồng giới
Các vấn đề đồng tính và chuyển giới không được đề cập chính thức trong bộ luật hình sự. Các biện pháp trừng phạt hình sự đôi khi được áp dụng đối với đồng tính luyến ái hoặc thể hiện giới tính không phù hợp được coi là "chống lại lối sống xã hội chủ nghĩa", tuy nhiên không rõ liệu những điều này có liên quan trực tiếp đến danh tính hoặc biểu hiện giới tính hay không.  Mặc dù hiếm khi bị trừng phạt, nhưng tờ The Korea Times đã đưa tin rằng Triều Tiên đã hành quyết một cặp đồng tính nữ vì bị ảnh hưởng bởi chủ nghĩa tư bản và làm hủy hoại đạo đức công chức, viên chức.
Điều 193 cấm việc tạo ra, phân phối hoặc sở hữu nền văn hóa "suy đồi", trong đó Điều 194 cấm các phương tiện truyền thông khiêu dâm cũng như tham gia vào các hành vi "suy đồi".

## Công nhận hôn nhân đồng giới
Luật pháp Triều Tiên không công nhận hôn nhân đồng tính, kết hợp dân sự hoặc quan hệ đối tác trong nước.

## Hiến pháp
Hiến pháp của Triều Tiên, được sửa đổi lần cuối vào các năm 2012, 2013, 2016 và 2019, không giải quyết rõ ràng sự phân biệt đối xử dựa trên xu hướng tình dục hoặc bản dạng giới. Hiến pháp bảo đảm rộng rãi cho công dân của mình nhiều quyền dân sự, văn hóa, kinh tế và chính trị, bao gồm "được hưởng các quyền bình đẳng trong mọi lĩnh vực hoạt động của Nhà nước và công cộng".

## Nghĩa vụ quân sự
Luật quân sự của Triều Tiên quy định phải độc thân trong 10 năm đầu phục vụ đối với tất cả những người nhập ngũ. Được biết, các binh sĩ nam thường xuyên phá vỡ quy tắc này bằng cách tham gia vào các vấn đề tình dục đồng giới và dị tính; những mối quan hệ đồng giới này được mô tả là hành vi tình dục tình huống hơn là xu hướng tình dục.

## Nhận con nuôi
Kể từ năm 2020, các cặp đồng tính không thể nhận con nuôi hợp pháp ở Triều Tiên.

## Chính trị và tuyên truyền
Năm 2008 và 2011, Triều Tiên phản đối cả "tuyên bố chung về chấm dứt hành vi bạo lực và vi phạm nhân quyền liên quan dựa trên khuynh hướng tình dục và bản dạng giới" tại Liên hợp quốc lên án bạo lực và phân biệt đối xử đối với người LGBT.

## Văn hóa
Jang Yeong-jin là người đồng tính nam đào tẩu duy nhất của Triều Tiên.

## Bảng tóm tắt
| Hoạt động tình dục đồng giới hợp pháp                                                                                       | (Không có hồ sơ về luật chống đồng tính trong lịch sử)                                                 |
| Độ tuổi đồng ý | (Không có hồ sơ về tuổi của sự khác biệt trong pháp luật.)                                             |
| Luật chống phân biệt đối xử chỉ trong việc làm                                                                              | No |
| Luật chống phân biệt đối xử trong việc cung cấp hàng hóa và dịch vụ                                                         | No |
| Luật chống phân biệt đối xử trong tất cả các lĩnh vực khác (bao gồm phân biệt đối xử gián tiếp, ngôn từ kích động thù địch) | No |
| Hôn nhân đồng giới | No |
| Công nhận các cặp đồng giới                                                                                                 | No |
| Con nuôi của các cặp vợ chồng đồng giới                                                                                     | No |
| Con nuôi chung của các cặp đồng giới                                                                                        | No |
| Người đồng tính nam và đồng tính nữ được phép phục vụ công khai trong quân đội                                              | (Do sự bắt buộc. Những người đồng tính trong quân đội phải chịu hình phạt nghiêm khắc bao gồm tử hình) |
| Quyền thay đổi giới tính hợp pháp                                                                                           | |
| Truy cập IVF cho đồng tính nữ                                                                                               | No |
| Mang thai hộ thương mại cho các cặp đồng tính nam                                                                           | No |
| NQHN được phép hiến máu | No |